# Volodimir Mihajlovics Pilhuj
Volodimir Mihajlovics Pilhuj (ukránul: Володимир Михайлович Пільгуй, oroszul: Владимир Михайлович Пильгуй; Dnyipropetrovszk, 1948. január 26. –) ukrán labdarúgóedző, korábban szovjet válogatott labdarúgókapus.

## Pályafutása

### Klubcsapatban
1968 és 1969 között a Dnyipro játékosa volt. 1970-ben igazolt a Gyinamo Moszkva csapatához, ahol pályafutása legnagyobb részét töltötte. 1976-ban szovjet bajnoki címet, 1970-ben szovjet kupát, 1977-ben kupát és szuperkupát nyert a Gyinamo  színeiben. 1982 és 1983 között a Kubany Krasznodar kapuját védte és innen is vonult vissza az aktív játéktól. 

### A válogatottban
1972 és 1977 között 12 alkalommal szerepelt a szovjet válogatottban. Részt vett az 1972-es Európa-bajnokságon, ahol ezüstérmet szerzett, illetve tagja volt az 1972. évi és az 1980. évi nyári olimpiai játékokon bronzérmet szerző válogatott keretének is.

## Sikerei, díjai
Gyinamo Moszkva
- Szovjet bajnok (1): 1976
- Szovjet kupa (2): 1970, 1977
- Szovjet kupa (1): 1977

Szovjetunió
- Európa-bajnoki ezüstérmes (1): 1972
- Olimpiai bronzérmes (2): 1972, 1980